# Germigny, Yonne
Germigny är en kommun i departementet Yonne i regionen Bourgogne-Franche-Comté i norra Frankrike. Kommunen ligger i kantonen Saint-Florentin som tillhör arrondissementet Auxerre. År 2022 hade Germigny 531 invånare.

## Befolkningsutveckling
Antalet invånare i kommunen Germigny
| Referens: INSEE |